# Georgskirche (Rotfelden)

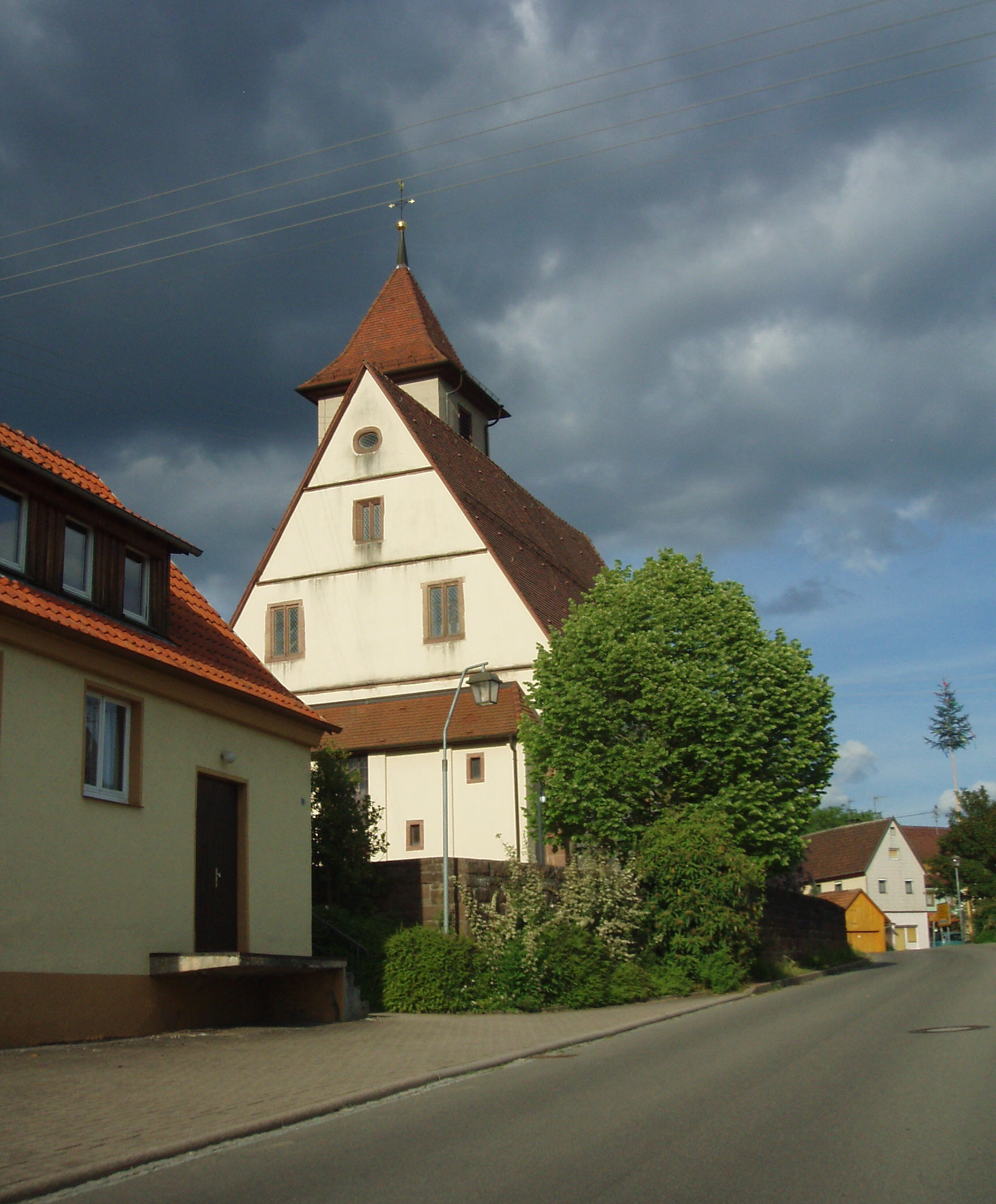
Georgskirche Rotfelden

Die Georgskirche in der Hauptstraße in Rotfelden ist eine spätgotische Saalkirche aus dem 17. Jahrhundert. Die ihr zugeordnete Kirchengemeinde Rotfelden ist seit 2015 Teil der Evangelischen Gesamtkirchengemeinde Wart-Rotfelden, die 2019 zur Evangelischen Verbundkirchengemeinde Wart-Rotfelden-Ebershardt-Wenden umgewandelt wurde und zum Kirchenbezirk Calw-Nagold der Evangelischen Landeskirche in Württemberg gehört.

## Geschichte
Schon früh wurde eine „Jörgenkirche“ in Rotfelden erwähnt. 1543 kaufte der württembergische Herzog Ulrich die Rotfelder Kirche, die mit ihrem Pfarrer evangelisch wurde. Der Ort selbst und die Einwohner gehörten jedoch von 1398 bis 1603 mit Altensteig zur Markgrafschaft Baden, unter dessen Markgraf Karl II. die Reformation eingeführt wurde. 1559 wütete eine Feuersbrunst im Ort, der vielleicht auch der Vorgängerbau der Georgskirche zum Opfer gefallen ist. Die heutige Georgskirche wurde während des Dreißigjährigen Krieges 1626 durch den herzoglich-württembergischen Baumeister Friedrich Vischlin nach Querkirchen-Konzeption mit Gestühl-Ausrichtung auf die Kanzel an der Nordwand erbaut. Der Kirchturm steht auf den Resten eines Vorgängerbaus, der nicht genau datiert ist (11. bis 15. Jahrhundert), aber vielleicht zu einer Wallfahrtskirche gehörte. 
Über dem Südportal befindet sich ein Gedenkstein aus gelbem Sandstein mit folgender Inschrift:
1626 HAT DISE KIRCH ERBAUWET

DER DURCHLAUCHTIGE HOCHGEBORNE

FIRST UND HEER HEER JOHAN FRIDERICH

HERTZOG ZUO WIRTEMBERG BAUMAISTER SEIN

GEWESEN FRIDERICH FISCHLIN CASPER

KRETZMAIER VOGT ZUO ALTTENSAIG

PETER MEGENHART PFARHER M JOHAN ZELLER

SCHULDHAIS BARTLIN BEUTLER WERCKH

MAISTER MICHAEL NAGEL VON BÖBLINGEN

GOTT ERHALTTE IN IHR GNEDIGLICH SEIN

HAILIG EVANGELIUM DAS SIMMERIN KERNEN

HAT GOLTEN ZWEN GULDIN HEER SPECIALIS

WAR M JUSTINUS KERNER PFARHER ZUO

WILDTBERG SCHULDHAIS ZUO

WINDEN MANUEL BRAUN

DISES IST GESCHEEN UNDER RÖMISCHER

KAISERLICHER REGIERUNG

FERDINAND I DES ANDERN
1635, nur wenige Jahre nach dem Bau der Georgskirche, fiel fast die Hälfte der Bevölkerung des Ortes der Pest zum Opfer. Unter den Toten war auch der damalige Pfarrer Johannes Zeller. Rotfelden hatte danach jahrelang keinen eigenen Pfarrer mehr.

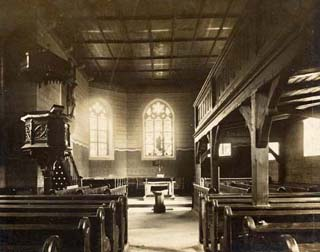
Das Innere der Kirche um 1910

1887 wurde die Kirche wegen Feuchtigkeitsschäden renoviert. Dabei wurden Wandmalereien aus der Zeit der Errichtung der Kirche entdeckt, die aber übertüncht wurden. Im Zuge dieser Renovierung erhielt die Kirche neue Maßwerkfenster, außerdem wurde eine neue Kanzel eingebaut und, wie der damalige Pfarrer es formulierte, „auch das große Christusbild aus einem Zerrbild in ein ergreifendes, evangelischer Einfachheit entsprechendes Bild verwandelt.“ Dabei dürfte es sich um den Barock-Kruzifixus handeln, der neben der Kanzel an der Nordwand hing und seit den 1970er Jahren den Altar im Chorraum ziert. Ein von dem Bildschnitzer Hellstern aus Altheim bei Horb 1887 gefertigtes kleines Altarkruzifix ist heute nicht aufgestellt. Während der Renovierungszeit 1887 untersuchte Eduard Paulus die Spuren des Vorgängerbaus. Die Gottesdienste wurden in dieser Zeit im Freien oder im Schulhaus abgehalten. Die Kirche konnte am 18. Dezember 1887 wieder eingeweiht werden.
Die Kanzel von 1887 existiert noch, ist aber nicht mehr in der Georgskirche eingebaut. In den 1970er Jahren erfolgte eine Modernisierung des Kircheninnenraums. In diesem Zusammenhang wurde das östliche (mittlere) Chorfenster mit einer künstlerischen Glasgestaltung versehen. Die Kirche bietet 330 Sitzplätze.

## Geläut
Die Marienglocke mit einem Durchmesser von etwa einem Meter stammt aus dem Jahr 1494. Das Uhrwerk wurde von Perrot in Calw angefertigt. Während des Ersten Weltkriegs wurden alle Glocken außer der Marienglocke eingeschmolzen.